# Maria Rosa Cutrufelli
Maria Rosa Cutrufelli (Messina, 1946) è una scrittrice e giornalista italiana.

## Biografia
Nata a Messina, cresciuta fra la Sicilia e Firenze, ha studiato a Bologna e ha scelto di vivere a Roma. 
Si è laureata in lettere presso l'Università di Bologna con una tesi sulle strutture del romanzo (relatore Luciano Anceschi). 
Ha fondato e diretto per dodici anni “Tuttestorie”, rivista di “racconti, letture, trame di donne”. Ha curato alcune antologie di racconti e ha scritto radiodrammi per la Radio-Televisione italiana, fra cui Lontano da casa pubblicato dalla Rai-Eri (1997). 
Nel 1984 ha ideato e organizzato a Roma la prima fiera del libro a firma femminile; in seguito ha insegnato ‘Teoria e tecnica della scrittura creativa’ all’Università La Sapienza di Roma.
Impegnata nel movimento femminista, già a partire dai primi anni Settanta scrive diversi testi sull'emancipazione delle donne e un'inchiesta sulla domanda di prostituzione e pornografia.
Con La briganta (1990) inizia a scrivere romanzi, specialmente romanzi storici, come La donna che visse per un sogno (2004), finalista al Premio Strega, ha narrato la storia degli ultimi quattro mesi di vita di Olympe de Gouges, femminista ante litteram all'epoca della Rivoluzione francese.
Con D'amore e d'odio (2008) ha raccontato invece il Novecento, attraverso sette vite di donne legate tra loro da vicende familiari e scegliendo una struttura costruita su monologhi di personaggi minori che raccontano le protagoniste delle differenti storie. 
I bambini della Ginestra (2012) è ambientato nella nativa Sicilia.
Ne Il giudice delle donne (2016) dieci maestre, capeggiate da Luisa la moglie del sindaco socialista, accolgono l’appello di Maria Montessori a chiedere il diritto al voto anche per le donne: un romanzo in cui si respira il desiderio del futuro che vorremmo.
Nel 2020 pubblica il romanzo L'isola delle madri, una riflessione necessaria sui cambiamenti che il mutamento climatico e le biotecnologie riproduttive provocano nella società.
Nel 2022 pubblica il romanzo storico Maria Giudice, un approfondimento sulla importante socialista attiva all'inizio del '900, madre di Goliarda Sapienza.
È presidente del Centro di documentazione internazionale Alma Sabatini, il primo numero dei ‘Quaderni’ del Centro è uscito nel 2021 per Iacobelli editore.

## Opere

### Romanzi
- La briganta, Palermo, La luna, 1990. ISBN 88-7823-026-X; Milano, Frassinelli, 2005. ISBN 88-8274-834-0.
- Complice il dubbio, Milano, Interno giallo, 1992. ISBN 88-356-0147-9; Milano, Frassinelli, 2006.[4] ISBN 88-7684-899-1 (da questo romanzo è stato tratto il film Le complici di Emanuela Piovano)
- Canto al deserto. Storia di Tina, soldato di mafia, Milano, Longanesi, 1994. ISBN 88-304-1238-4.
- Il paese dei figli perduti, Milano, Tropea, 1999. ISBN 88-438-0205-4.
- La donna che visse per un sogno, Milano, Frassinelli, 2004. ISBN 88-7684-777-4.
- D'amore e d'odio, Milano, Frassinelli, 2008. ISBN 978-88-7684-998-5.
- I bambini della Ginestra, Milano, Frassinelli, 2012. ISBN 978-88-200-5203-4.
- Il giudice delle donne, Milano, Frassinelli, 2016. ISBN 978-88-88320-90-8
- L'isola delle madri, Milano, Mondadori, 2020. ISBN 978-88-04722328
- Maria Giudice, Roma, Perrone, 2021. ISBN 978-88-60046307. Neri Pozza 2024, ISBN 978-88-545-3072-0
- Il cuore affamato delle ragazze, Mondadori, 2025, ISBN 978-88-04-76131-0

### Libri di viaggio
- Mama Africa. [Storia di donne e di utopie], Milano, Sipiel, 1989. ISBN 88-380-0094-8; Milano, Feltrinelli, 1993. ISBN 88-07-81238-X.
- Le cinque spine, Milano, La Tartaruga, 1997. ISBN 88-7738-251-1.
- Giorni d'acqua corrente, Milano, Pratiche, 2002. ISBN 88-7380-739-9.
- Ricordi d'Africa, San Cesario di Lecce, Manni, 2009. ISBN 978-88-6266-110-2.

### Libri per ragazzi
- Terrona, Troina, Città aperta junior, 2004. ISBN 88-8137-148-0.

### Saggi
- L'Unita d'Italia. Guerra contadina e nascita del sottosviluppo del Sud, Verona, Bertani, 1974.
- L'invenzione della donna. Miti e tecniche di uno sfruttamento, Milano, Mazzotta, 1974.
- Disoccupata con onore. Lavoro e condizione della donna, Milano, Mazzotta, 1975.
- Donna perché piangi? Imperialismo e condizione femminile nell'Africa nera, Milano, Mazzotta, 1976.
- Operaie senza fabbrica. Inchiesta sul lavoro a domicilio, Roma, Editori Riuniti, 1977.
- Le donne protagoniste nel movimento cooperativo. La questione femminile in un'organizzazione produttiva democratica, a cura di, Milano, Feltrinelli economica, 1978.
- Economia e politica dei sentimenti. La "produzione femminile", Roma, Editori Riuniti, 1980.
- Il cliente. Inchiesta sulla domanda di prostituzione, Roma, Editori Riuniti, 1981.
- La forza delle donne nel movimento cooperativo. Qualità sociale, imprenditorialità, forme organizzative, a cura di e con Marta Nicolini, Roma, Editrice cooperativa, 1987.
- Scritture, scrittrici. Almanacco, a cura di, Milano, Coop-Longanesi, 1988. ISBN 88-380-0082-4.
- Piccole italiane. Un raggiro durato vent'anni, a cura di e con Elena Doni, Elena Gianini Belotti, Laura Lilli, Dacia Maraini, Cristiana di San Marzano, Mirella Serri e Chiara Valentini, Milano, Anabasi, 1994. ISBN 88-417-7029-5.
- Il denaro in corpo, Milano, Tropea, 1996. ISBN 88-438-0018-3.
- Il Novecento delle italiane. Una storia ancora da raccontare, con Elena Doni, Paola Gaglianone, Elena Gianini Belotti, Rossella Lama, Lia Levi, Laura Lilli, Dacia Maraini, Carla Ravaioli, Loredana Rotondo, Marina Saba, Cristiana di San Marzano, Mirella Serri, Simona Tagliaventi, Gabriella Turnaturi e Chiara Valentini, Roma, Editori Riuniti, 2001. ISBN 88-359-4919-X.
- Scrivere con l'inchiostro bianco, Roma, Jacobelli, 2018

### Antologie
- Quella febbre sotto le parole, ediz. Iacobelli, Roma 2016, ISBN 88-625-23-211
- Il pozzo segreto. Cinquanta scrittrici italiane, presentate da e con Rosaria Guacci e Marisa Rusconi, Firenze, Giunti, 1993. ISBN 88-09-20294-5.
- Nella città proibita, a cura di, Milano, Tropea, 1997. ISBN 88-438-0104-X; Milano, Net, 2003. ISBN 88-515-2087-9.

### Racconti
- Doppie passioni, in La guerra, il cuore e la parola, Siracusa, Ombra editrice, 1991
- Madonna Gasparina, in 16 racconti italiani, Brescia, Libreria Rinascita editrice, 1994
- Balsamo di tigre, in Horror erotico, Viterbo, Stampa alternativa, 1995. ISBN 88-7226-253-4.
- Lontano da casa. Radiodramma, Roma, RAI-ERI, 1997. ISBN 88-397-0979-7.
- Regalo di nozze in Principesse Azzurre. Racconti d'amore e di vita di donne tra donne, Milano, Oscar Mondadori, 2003. ISBN 88-04-51654-2.
- Northern Hills in After the war. A collection of short fiction by postwar italian women, New York, Italica Press, 2004.
- Silenzi e segreti in Principesse Azzurre 2. Racconti d'amore e di vita di donne tra donne, Milano, Oscar Mondadori, 2004. ISBN 88-04-52903-2.
- La regina delle nevi in Principesse Azzurre 3. Racconti d'amore e di vita di donne tra donne, Milano, Mondadori, 2005. ISBN 88-04-54728-6.
- I giardini dietro casa in Eros up! Principesse azzurre in amore, Milano, Mondadori, 2008. ISBN 978-88-04-57776-8.
- Io c'ero in Per sempre ragazzo. Racconti e poesie a dieci anni dall'uccisione di Carlo Giuliani, Milano, Tropea, 2011. ISBN 978-88-558-0187-4.
- Fuoco a Manhattan, in Lavoro vivo, Roma, ediz. Alegre, 2012
- La cosacca, in Mappe sulla pelle, Firenze, editpress, 2012
- Erano i giorni migliori, erano i giorni peggiori, in Scritto nella memoria (a cura di Marco Vichi), ed. Guanda 2016

## Riconoscimenti
- 2004 - per La donna che visse per un sogno: finalista al Premio Strega,[5] Premio Internazionale di narrativa "Città di Penne", Premio Alghero Donna (sezione narrativa)[6] e Premio letterario Racalmare Leonardo Sciascia.[7]
- 2008 - per D'amore e d'odio: Premio Alessandro Tassoni.[8]
- 2012 - per I bambini della Ginestra: Premio Ultima Frontiera.[9]
- 2016 - per Il giudice delle donne: Premio Lucca-Società dei Lettori[10] e seconda classificata al Premio Letterario città di Siderno 2017.[11]
- 2024 - per Maria Giudice, premio Fiuggi-Storia 2024